# William Hay, 18. Earl of Erroll
William George Hay, 18. Earl of Erroll, KT, GCH, PC (* 21. Februar 1801; † 19. April 1846 in London), war ein schottischer Peer und Politiker.

## Leben und Karriere
Hay war der zweite Sohn von William Hay, 17. Earl of Erroll, aus dessen zweiter Ehe mit Alicia Eliot. Er besuchte das Eton College. Nachdem sein älterer Bruder James Hay, Lord Hay, 1815 in der Schlacht bei Quatre-Bras gefallen war, führte er selbst als Heir apparent seines Vaters den Höflichkeitstitel Lord Hay.
1819 erbte er beim Tod seines Vaters dessen Besitzungen und Adelstitel als 18. Earl of Erroll und 19. Lord Hay. Von 1823 bis 1831 war er als gewählter Representative Peer für Schottland Mitglied des britischen House of Lords. Im Parlament gehörte er der Partei der Whigs an. 1831 wurde er ins Privy Council aufgenommen und ihm auch der Titel Baron Kilmarnock verliehen. Dieser Titel gehört zur Peerage of the United Kingdom und war damals anders als seine älteren schottischen Titel unmittelbar mit einem Sitz im House of Lords verbunden.
Von 1823 bis 1828 hatte er das Hofamt eines Lord of the Bedchamber inne und von 1830 bis 1834 war er Master of the Horse für Queen Adelaide. Von 1831 bis 1832 war er Rektor des Marischal College der Universität Aberdeen. Von 1832 bis 1846 das Amt des Knight Marischal of Scotland inne und war von 1835 bis 1839 Master of the Buckhounds. Von 1836 bis 1846 amtierte Hay als Lord Lieutenant von Aberdeenshire und von 1839 bis 1841 war er Lord Steward of the Household.

## Orden und Ehrenzeichen
- 1830: Knight Grand Cross des Guelphen-Ordens (GCH)
- 1834: Knight Companion des Distelordens (KT)

## Ehe und Nachkommen
Am 4. Dezember 1820 heiratete er in der Westminster Abbey Elizabeth FitzClarence, eine uneheliche Tochter von König William IV. und Dorothy Jordan. Das Ehepaar hatte vier Kinder:
- Lady Alice Mary Emily Hay († 1881), ⚭ 1874 Charles Edward Allen;
- Lady Ida Harriet Augusta Hay (1821–1867), ⚭ 1841 Charles Noel, 2. Earl of Gainsborough;
- William Harry Hay, 19. Earl of Erroll (1823–1891), ⚭ 1848 Eliza Amelia Gore;
- Lady Agnes Georgiana Elizabeth Hay (1829–1869), ⚭ 1846 James Duff, 5. Earl Fife.

Hay starb im Alter von 45 Jahren in London. Seine Titel gingen auf seinen Sohn über.